# Ramon Riu i Cabanes
Ramon Riu i Cabanes (Solsona, 17 de juny de 1852 — la Seu d'Urgell, 27 de desembre de 1901), fou bisbe català, bisbe d'Urgell i copríncep d'Andorra i va ser administrador apostòlic de Solsona.

## Biografia
Estudià al Seminari Conciliar de Solsona, cursà de forma brillant les carreres eclesiàstica i de Dret i era doctor en Dret canònic.
Fou ordenat prevere el 1875 a Solsona i al llarg de la seva carrera eclesial va ser canonge doctoral, per oposició, de la catedral de Mallorca i després de la de Toledo, on des de 1891 fou el degà de la catedral metropolitana.
Erudit en ciències dogmàtiques, va ser premiat per alguns dels seus treballs. A més, fou un erudit arqueòleg, literat i historiador motius pels quals va merèixer els títols de soci corresponent de la Reial Acadèmia de la Història, soci de mèrit de l'Acadèmia Bibliogràfica Mariana de Lleida, delegat de l'Acadèmia Arqueològica Llulliana de Palma, així com d'altres corporacions dedicades a cultivar les lletres, les arts i les ciències. Era escriptor d'alta volada i orador de fàcil paraula, sàvia i convincent. En el concurs de l'Acadèmia Bibliogràfica Mariana de Lleida, celebrat el 1890, li fou premiada l'obra Memòria històrica de la imatge de Nostra Senyora del Claustre que es venera en la santa església catedral de Solsona.
Quan es restaurà la diòcesi de Solsona, a la seva ciutat nadiua, des de Catalunya es va sol·licitar que n'ocupés la seva seu. El 15 de juliol de 1895, el papa Lleó XIII el va nomenar bisbe titular de Tamasos i administrador apostòlic de Solsona. El dia 8 de setembre va ser consagrat bisbe pel nunci apostòlic a Espanya, l'arquebisbe Serafino Cretoni, i l'endemà, el dia 9, va prendre possessió de la diòcesi. Durant el seu episcopat, va ser el seu secretari en Marià Grandia i Fígols.
El mateix papa el va nomenar bisbe d'Urgell el 18 d'abril de 1901 i el dia 13 d'octubre va prendre possessió de la diòcesi i va assolir la condició de copríncep d'Andorra.
Va morir l'any 1901 als pocs mesos de ser traslladat a la Seu d'Urgell.

## Obra
- 1891: Memòria històrica de la imatge de Nostra Senyora del Claustre que es venera en la santa església catedral de Solsona. Lleida: Imprempta Mariana.[4]